# トキワサンザシ属
トキワサンザシ属（トキワサンザシぞく）とはバラ科の属の一つ。学名Pyracantha。ラテン名のままピラカンサ属ともいう。

## 主な種
トキワサンザシ（P. coccinea）
ヨーロッパ南部から西アジア原産。和名の通り濃い常緑樹で、葉は小さく革質でつやがある。花期は4 - 5月頃、11月頃に丸い果実が多数ついて赤く熟し、翌年1月頃まで果実がついている。単に「ピラカンサ」というと本種のことが多く、トキワサンザシというよりも一般に通じる。日本に自生する種はないが、庭や公園、植え込みでよく見かけられる。刈り込みにも強いことから、生け垣にも利用される。
タチバナモドキ（P. angustifolia）
別名ホソバノトキワサンザシ、ホソバトキワサンザシ。中国南西部の原産で、日本には明治時代に渡来した。常緑低木。細い枝の先端には棘が生じる。葉は細長い楕円形で、葉身は革質。葉の裏や萼には毛が生えている。花期は5 - 6月頃、葉腋から散房花序を出して、白い花を5 - 10個つける。果実は偏平な球形で、11月頃にダイダイ色に熟し、和名のタチバナモドキ（橘擬き）はそこから名付けられた。性質は丈夫で日当たりがよければ土質を選ばないため、生け垣や庭木として利用される。
カザンデマリ（P. crenulata）
別名ヒマラヤピラカンサ、インドトキワサンザシ、ヒマラヤトキワサンザシ。ヒマラヤ地方の原産で、日本へは昭和初期に渡来した。トキワサンザシとよく似ており、「ピラカンサ」の名前でも市場に流通している。葉は長楕円形で革質。花期は5 - 6月で、白い花が枝先にかたまって咲く。果実は10月頃に赤みがかったオレンジ色に熟して翌年の春まで残っており、冬場は鳥たちの貴重な食料となる。果実の大きさはやや小さめ。性質は丈夫で、日当たりがよければ土質を選ばないため、庭木や生け垣としての利用が多い。

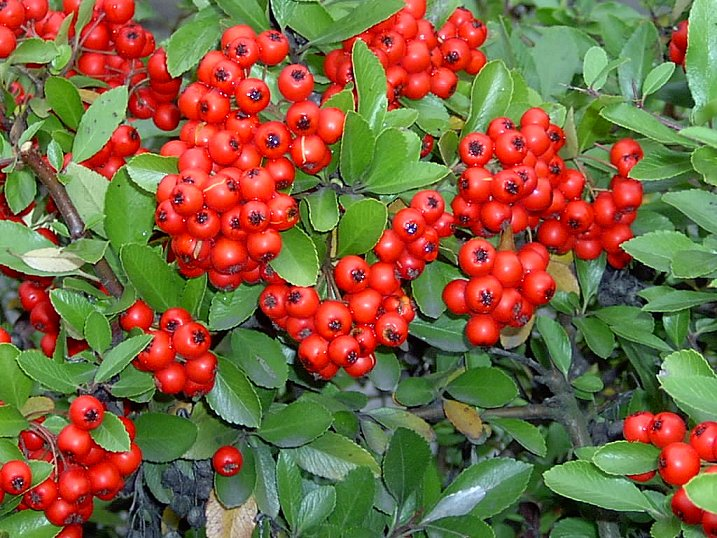
トキワサンザシ
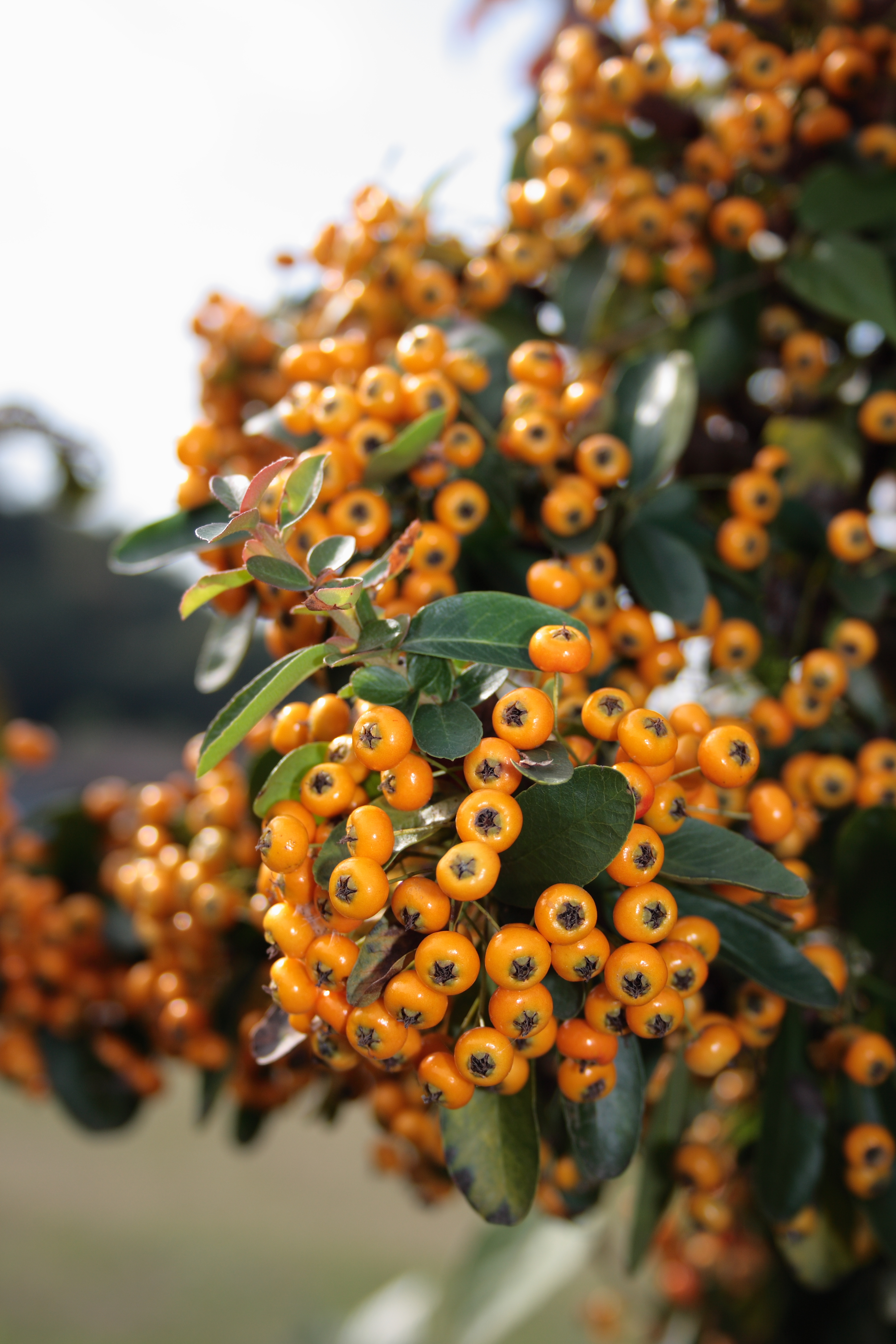
タチバナモドキ